# Sandra Schreiber
Sandra Schreiber (ur. 15 września 1987 w Niemczech) – niemiecka aktorka. Grała w wielu przedstawieniach teatralnych. Najbardziej znana z roli Aglaji w Miłość puka do drzwi, niemieckiej telenoweli z 2006 roku.
Gra też jako Katharina w Kamień.
- 2006: Miłość puka do drzwi jako Aglaja „Laja” Heyden
- 2008: Kamień jako Katerine